# Fernando i humaniści
Fernando i humaniści – polski film telewizyjny z 1973 roku na podstawie noweli Antoniego Kroha.
Zdjęcia do filmu kręcono w Starym Sączu, Moszczenicy i Rytrze (Roztoka Ryterska 16).

## Główne role
- Zygmunt Zintel – Fernando
- Aleksander Fogiel – gospodarz Jerzy Burcan
- Stanisław Gronkowski – etnograf Margoń
- Anna Halcewicz – Anna Margoniowa
- Julian Jabczyński – Tadeusz Siestrzeński